# 羊舌肸
羊舌 肸（ようぜつ きつ、生没年不詳）は、中国春秋時代の晋の公族・政治家。姓は姫、氏は羊舌、諱は肸、字は叔向。羊舌職の子。同母兄に羊舌赤（伯華）、同母弟に羊舌鮒（叔魚）、異母弟に羊舌虎（叔虎）。平公の傅をつとめ、該博をもって知られた賢人。妻は巫臣と夏姫の娘。

## 略歴
ある時悼公が太子彪（のちの平公）の元服が済んだあと、台上にのぼって国都の絳城内・城下を見下ろし「ああ、楽しいものだな」と言った。側に控えていた汝斉は「下の眺めがどれほどよろしくとも、徳義を行う楽しみにはおよびません」と言った。悼公は「何を徳義というのか」と問うた。汝斉は「諸侯の行為をみて、善事を行い、悪事を戒める。これを徳義と言います」と答えた。悼公は再び問うた。「では、その徳義を実行できるものは、誰か」。汝斉は躊躇わずに「羊舌肸が、諸国の歴史を熟知しております」と薦めた。悼公は叔向を太子の傅に任命した。
若くして死んだ名君悼公の後を継いだ平公は、悲しい歌を好み、女色にふけるなど、決して君主としてすぐれてはいなかったが、叔向の指導のもとに心胆を練りなおし、晋の覇権を維持して大過なくこの世を去った。それゆえ官人の半数が叔向の徳を慕い寄ったという。
羊舌氏は晋の権門である六卿の家柄ではなかったので、国家のため派閥を越えた判断を必要とされるたびに、晋の君主や正卿は叔向に下問した。
楚の令尹の子木は「晋が覇権を握っているのも当然です。叔向が卿を補佐しているからです。楚にはかれに相当する者がおらず、敵いません」と言った。

## 逸話
あるとき正卿の韓起が貧乏である事を嘆くと叔向はこれを祝った。韓起が理由を尋ねると、叔向は「欒氏や郤氏は裕福であり高慢であった為に人の恨みを買って滅びました。今あなたは貧乏であるので徳義を行うことができます。それ故祝ったのです」と言った。韓起は額づいて「滅びる所をあなたのお陰で長らえることが出来ました。先祖桓叔以下、感謝いたします」と言った。
紀元前540年、斉の晏嬰が使者として晋にやって来た時、叔向がその応対にあたった。
晏嬰が「斉の政権は田氏に帰するでしょう」と言うと、叔向も「晋も末世です。晋公は政治を省みず、政治は卿によって行われています」と言った。
紀元前536年、鄭の子産が形鼎（成文法）をつくったことを聞いた叔向は「鄭は必ず滅びるだろう。政治は人をみて行うものだが、法律があれば人は人ではなく法をみるようになる。どうして国を保てよう」と予言した。
紀元前528年、雍子と邢侯（巫臣の子で、叔向の妻の兄）が領地の境界争いをしたのを、叔向の同母弟の叔魚が裁定する際、雍子が娘を嫁がせたのを受けて、叔魚は雍子に有利な裁定を下した。その為、これに怒った邢侯が叔魚と雍子を殺害する事件が起きた。
正卿の韓起も苦慮したこの事件を、叔向は三人とも同罪として、叔魚と雍子は遺体晒し、邢侯は死刑に処した。
叔向は卿ではなかったが、平公の側近として、卿の相談役として、晋の政治に絶大な影響を与えた。

## 羊舌肸を題材にした小説
- 宮城谷昌光 『鳳凰の冠』 文藝春秋